# Ачакс
Ача́кс (рос. Ачакс, чув. Ачакс) — селище у складі Канаського району Чувашії, Росія. Входить до складу Ачакасинського сільського поселення.
Населення — 13 осіб (2010; 20 у 2002).
Національний склад:
- чуваші — 90 %